# 神流町
神流町 （かんなまち）は、群馬県南西部、多野郡にある町。町名は神流川に因む。日本で最初に恐竜の足跡の化石が発見された（瀬林の漣痕）ことで知られている。また、かつて同郡に存在した神流村（現：藤岡市）とは別の自治体。

## 沿革
- 1889年4月1日　町村制施行に伴い、南甘楽郡に神川村・中里村が誕生。
- 1896年4月1日　南甘楽郡が緑野郡・多胡郡と合併して多野郡となり、多野郡神川村・中里村となる。
- 1926年4月1日　神川村が町制施行・改称し万場町となる。
- 2003年4月1日　万場町・中里村が合併し、神流町が発足する。

## 気候
ケッペンの気候区分によると、神流町の気候は温帯夏雨気候（Cwa）に属する。
気象庁により、気象観測が行われている観測所では、日本唯一の温帯夏雨気候である。
| 神流（1991年 - 2020年）の気候      | 神流（1991年 - 2020年）の気候 | 神流（1991年 - 2020年）の気候 | 神流（1991年 - 2020年）の気候 | 神流（1991年 - 2020年）の気候 | 神流（1991年 - 2020年）の気候 | 神流（1991年 - 2020年）の気候 | 神流（1991年 - 2020年）の気候 | 神流（1991年 - 2020年）の気候 | 神流（1991年 - 2020年）の気候 | 神流（1991年 - 2020年）の気候 | 神流（1991年 - 2020年）の気候 | 神流（1991年 - 2020年）の気候 | 神流（1991年 - 2020年）の気候 |
| 月                                 | 1月                           | 2月                           | 3月                           | 4月                           | 5月                           | 6月                           | 7月                           | 8月                           | 9月                           | 10月                          | 11月                          | 12月                          | 年                            |
| ---------------------------------- | ----------------------------- | ----------------------------- | ----------------------------- | ----------------------------- | ----------------------------- | ----------------------------- | ----------------------------- | ----------------------------- | ----------------------------- | ----------------------------- | ----------------------------- | ----------------------------- | ----------------------------- |
| 最高気温記録 °C （°F）             | 18.3 (64.9)                   | 23.2 (73.8)                   | 26.3 (79.3)                   | 32.7 (90.9)                   | 34.8 (94.6)                   | 36.9 (98.4)                   | 38.7 (101.7)                  | 37.3 (99.1)                   | 37.5 (99.5)                   | 31.6 (88.9)                   | 23.8 (74.8)                   | 21.9 (71.4)                   | 38.7 (101.7)                  |
| 平均最高気温 °C （°F）             | 7.6 (45.7)                    | 8.7 (47.7)                    | 12.1 (53.8)                   | 17.6 (63.7)                   | 22.2 (72)                     | 24.5 (76.1)                   | 28.2 (82.8)                   | 29.3 (84.7)                   | 24.9 (76.8)                   | 19.4 (66.9)                   | 14.6 (58.3)                   | 9.9 (49.8)                    | 18.2 (64.8)                   |
| 日平均気温 °C （°F）               | 0.6 (33.1)                    | 1.7 (35.1)                    | 5.3 (41.5)                    | 10.8 (51.4)                   | 15.8 (60.4)                   | 19.3 (66.7)                   | 23.0 (73.4)                   | 23.8 (74.8)                   | 19.8 (67.6)                   | 13.9 (57)                     | 7.6 (45.7)                    | 2.6 (36.7)                    | 12.0 (53.6)                   |
| 平均最低気温 °C （°F）             | −4.1 (24.6)                   | −3.5 (25.7)                   | −0.3 (31.5)                   | 4.6 (40.3)                    | 10.1 (50.2)                   | 15.1 (59.2)                   | 19.3 (66.7)                   | 20.1 (68.2)                   | 16.3 (61.3)                   | 10.0 (50)                     | 2.9 (37.2)                    | −2.0 (28.4)                   | 7.4 (45.3)                    |
| 最低気温記録 °C （°F）             | −10.3 (13.5)                  | −11.6 (11.1)                  | −9.0 (15.8)                   | −4.5 (23.9)                   | 0.0 (32)                      | 6.0 (42.8)                    | 12.1 (53.8)                   | 11.4 (52.5)                   | 6.0 (42.8)                    | −0.3 (31.5)                   | −4.7 (23.5)                   | −8.2 (17.2)                   | −11.6 (11.1)                  |
| 降水量 mm （inch）                 | 32.1 (1.264)                  | 24.7 (0.972)                  | 58.9 (2.319)                  | 74.2 (2.921)                  | 97.1 (3.823)                  | 143.4 (5.646)                 | 181.5 (7.146)                 | 180.9 (7.122)                 | 224.3 (8.831)                 | 173.5 (6.831)                 | 37.4 (1.472)                  | 22.4 (0.882)                  | 1,250.2 (49.22)               |
| 平均降水日数 （≥1.0 mm）           | 3.7                           | 3.7                           | 7.8                           | 8.3                           | 10.1                          | 13.6                          | 15.2                          | 12.7                          | 12.6                          | 9.7                           | 5.2                           | 3.7                           | 106.4                         |
| 平均月間日照時間                   | 213.7                         | 209.0                         | 212.7                         | 211.5                         | 203.6                         | 137.4                         | 147.1                         | 159.2                         | 122.9                         | 142.0                         | 182.0                         | 193.7                         | 2,134.8                       |
| 出典1：Japan Meteorological Agency |                               |                               |                               |                               |                               |                               |                               |                               |                               |                               |                               |                               |                               |
| 出典2：気象庁                      |                               |                               |                               |                               |                               |                               |                               |                               |                               |                               |                               |                               |                               |

## 地理

### 人口
| |                                        |  |
| 神流町と全国の年齢別人口分布（2005年） | 神流町の年齢・男女別人口分布（2005年） |  |
| ■紫色 ― 神流町 ■緑色 ― 日本全国 | ■青色 ― 男性 ■赤色 ― 女性              |  |
| 神流町（に相当する地域）の人口の推移 \| 1970年（昭和45年） \| 6,878人 \| \| \| 1975年（昭和50年） \| 5,982人 \| \| \| 1980年（昭和55年） \| 5,469人 \| \| \| 1985年（昭和60年） \| 4,746人 \| \| \| 1990年（平成2年） \| 4,159人 \| \| \| 1995年（平成7年） \| 3,644人 \| \| \| 2000年（平成12年） \| 3,210人 \| \| \| 2005年（平成17年） \| 2,757人 \| \| \| 2010年（平成22年） \| 2,352人 \| \| \| 2015年（平成27年） \| 1,954人 \| \| \| 2020年（令和2年） \| 1,645人 \| \| |                                        |  |
| 総務省統計局 国勢調査より |                                        |  |
| 1970年（昭和45年） | 6,878人                                |  |
| 1975年（昭和50年） | 5,982人                                |  |
| 1980年（昭和55年） | 5,469人                                |  |
| 1985年（昭和60年） | 4,746人                                |  |
| 1990年（平成2年） | 4,159人                                |  |
| 1995年（平成7年） | 3,644人                                |  |
| 2000年（平成12年） | 3,210人                                |  |
| 2005年（平成17年） | 2,757人                                |  |
| 2010年（平成22年） | 2,352人                                |  |
| 2015年（平成27年） | 1,954人                                |  |
| 2020年（令和2年） | 1,645人                                |  |

- 2009年の老年人口割合は52.1％で、いわゆる限界集落でもある。県内では南牧村に次いで第2位。
- 老齢人口割合は2005年時点で、全国第8位となっている。
- 幼少人口割合は2005年時点で6.1%、低い方から全国第3位となっている。

## 行政

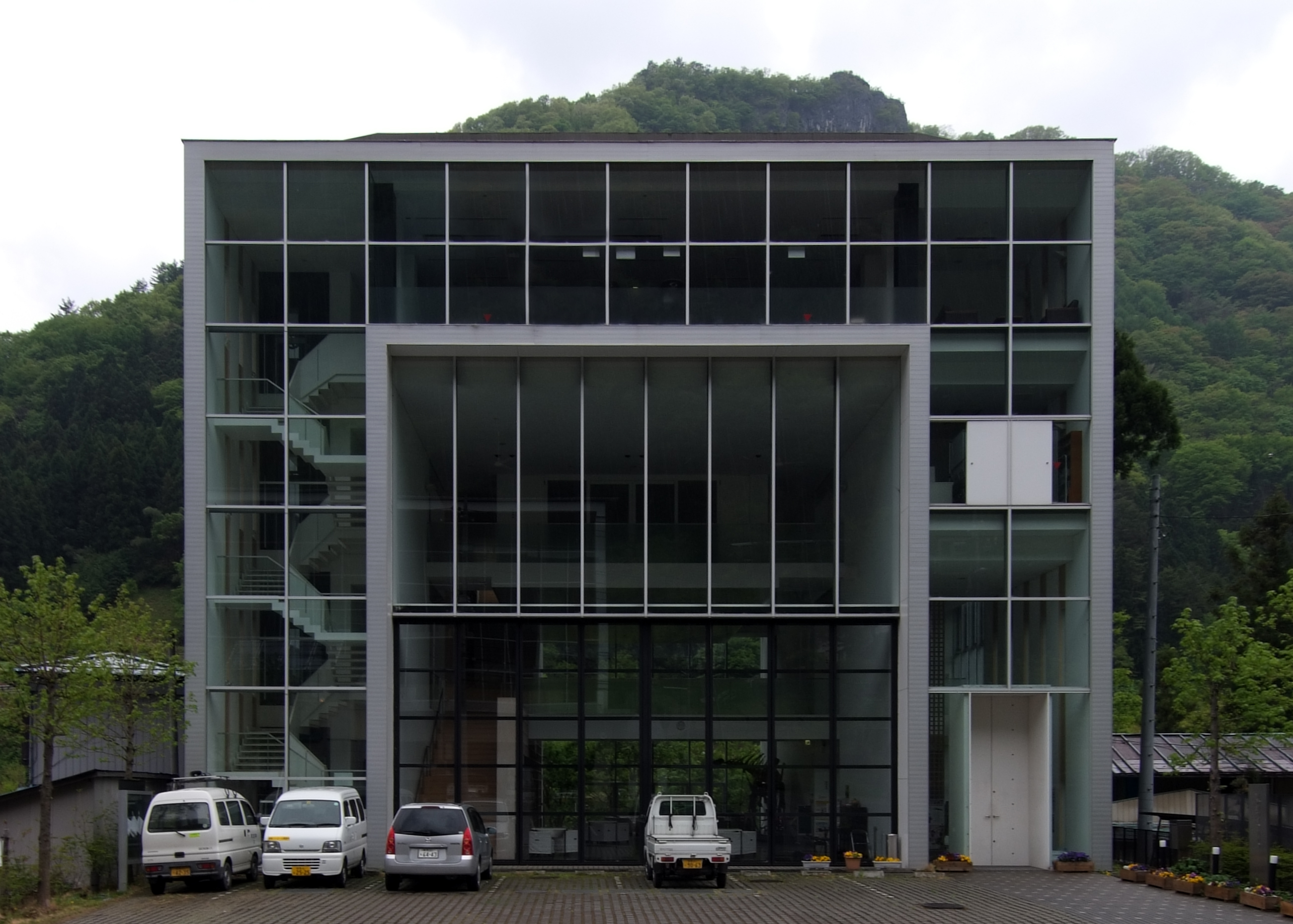
中里支所

- 町長：坂本英夫

### 教育
- 小学校
  - 神流町立万場小学校
- 中学校
  - 神流町立中里中学校
- 高等学校
  - 群馬県立万場高等学校

### 警察
- 藤岡警察署
  - 神流町駐在所（多野郡神流町大字万場28-2）※旧多野郡万場町
  - 中里駐在所（多野郡神流町大字神ヶ原353-5）※旧多野郡中里村

### 消防
- 多野藤岡広域消防本部 藤岡消防署
  - 奥多野消防分署（多野郡神流町大字黒田101-4）

### 不祥事
水道水からカンピロバクター
2025年4月21日、水道水を飲んだ町民14人が発熱や下痢の症状を訴え、保健所が調査を開始、相原配水池からの飲料用水タンクへ農業用水タンクから農業用水が逆流していたのが原因と結論づけた。

## 立法

### 県議会
- 選挙区：藤岡市・多野郡選挙区
- 定数：2名
- 任期：2023年（令和5年）4月30日 - 2027年（令和9年）4月29日[4]

| 議員名     | 会派名       | 備考               |
| ---------- | ------------ | ------------------ |
| 金沢充隆   | つる舞う     | 党籍は無所属       |
| (神田和生) | (自由民主党) | 任期途中で議員辞職 |

### 衆議院
- 任期 ： 2024年（令和6年）10月27日 - 2028年（令和10年）10月26日（「第50回衆議院議員総選挙」参照）

| 選挙区                                                                  | 議員名   | 党派名     | 当選回数 | 備考   |
| ----------------------------------------------------------------------- | -------- | ---------- | -------- | ------ |
| 群馬県第4区（神流町、高崎市〈旧高崎市・新町・吉井町〉、藤岡市、上野村） | 福田達夫 | 自由民主党 | 5        | 選挙区 |

## 交通

### 鉄道
町内を鉄道路線は走っていない。JR東日本高崎線新町駅および同八高線群馬藤岡駅から路線バスが出ている。

### バス

#### 路線バス
- 日本中央バス
  - 奥多野線（新町駅 - 群馬藤岡駅 - 鬼石郵便局 - 神流町役場前 - 万場 - 上野村ふれあい館 - しおじの湯）

### 道路

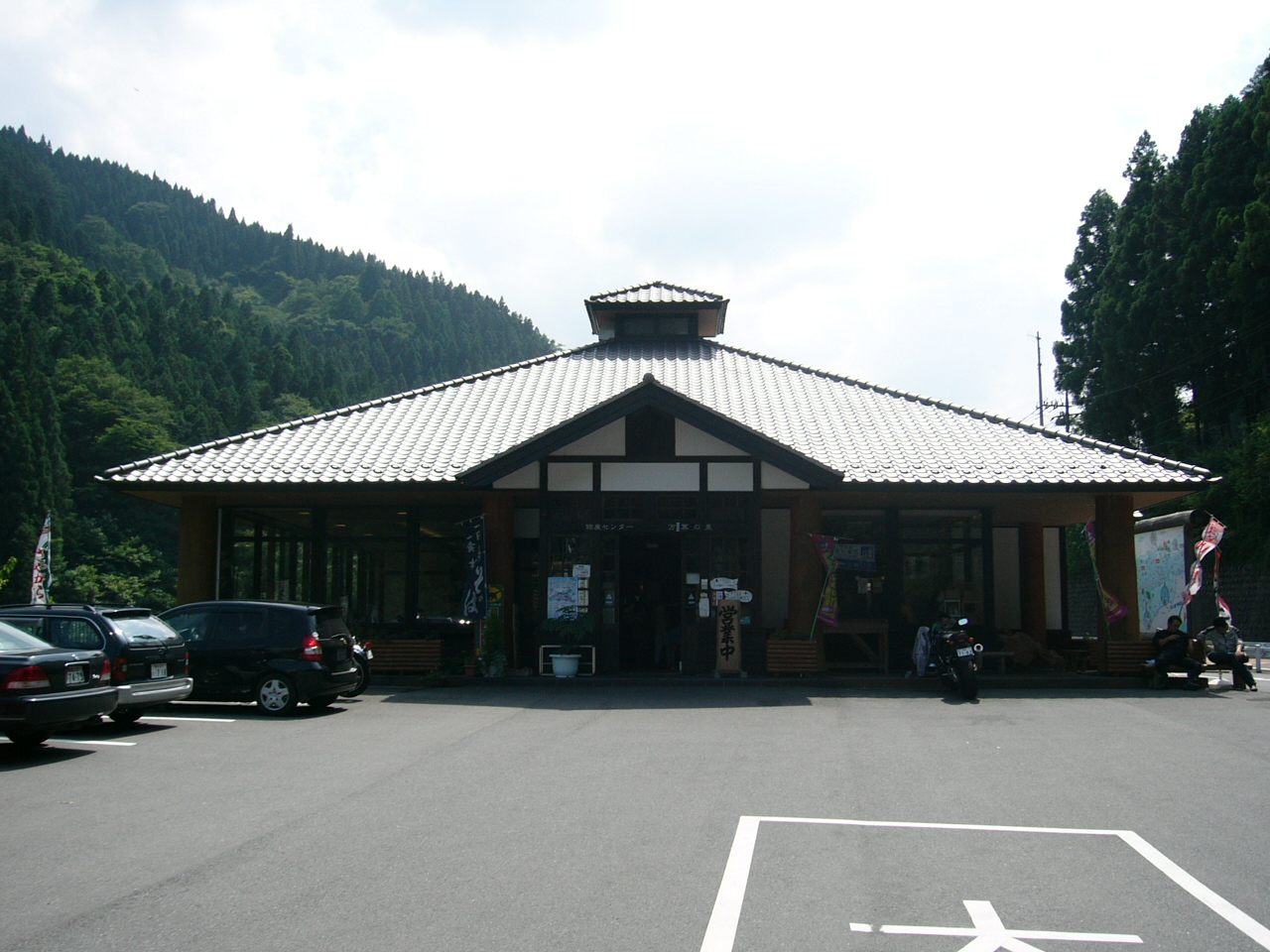
道の駅万葉の里

国道
- 国道299号
- 国道462号

都道府県道
- 県道46号富岡神流線
- 県道71号高崎神流秩父線

道の駅
- 万葉の里

### ベルトコンベア
- 叶山鉱山石灰石長距離輸送トンネルベルトコンベヤ（KLT）

町内の秩父太平洋セメント叶山鉱山で産出する石灰岩は、全長約23キロメートルに及ぶ長距離地中式ベルトコンベアーで、埼玉県秩父郡吉田町にある巣掛砕鉱場を経由し、秩父市大字大野原の同社秩父工場第二プラントおよび武州原谷駅まで運ばれる
ルートは直線的であるが、ほぼ国道299号と並行しており、地上部は埼玉県道37号との立体交差と荒川をわたる橋梁などごく一部で、この区間はシェルターで覆われている。

## 名所・旧跡・観光
- 龍松寺（しだれ桜の名所）

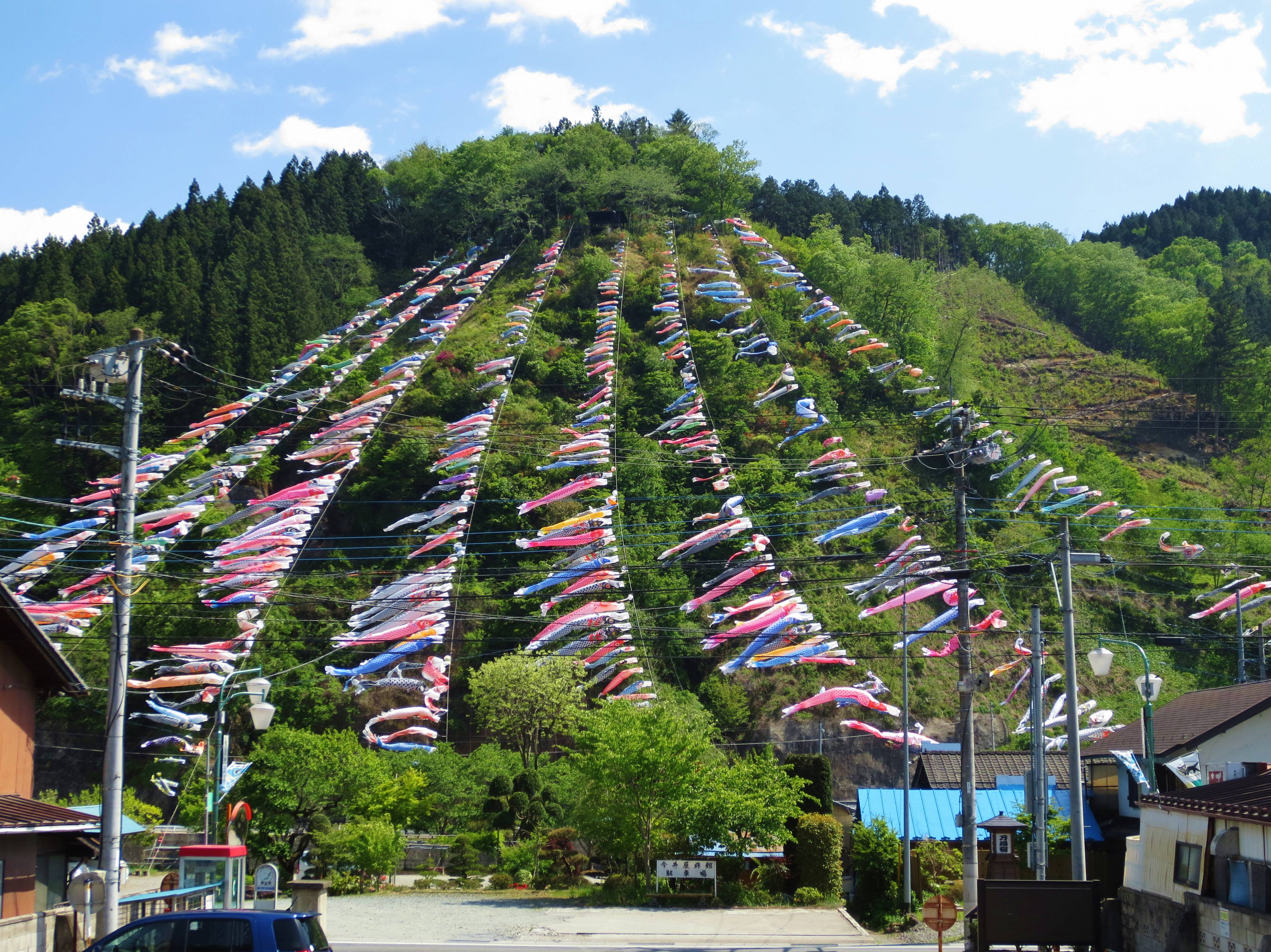
かんな鯉のぼり祭り

- 瀬林の漣痕（せばやしのれんこん　白亜紀の海辺の波の跡と恐竜の足跡の化石）
- 神流町恐竜センター（町おこし「恐竜王国中里」の中心施設）
- 早滝（氷瀑として有名な滝）
- 白水の滝
- 入沢の滝

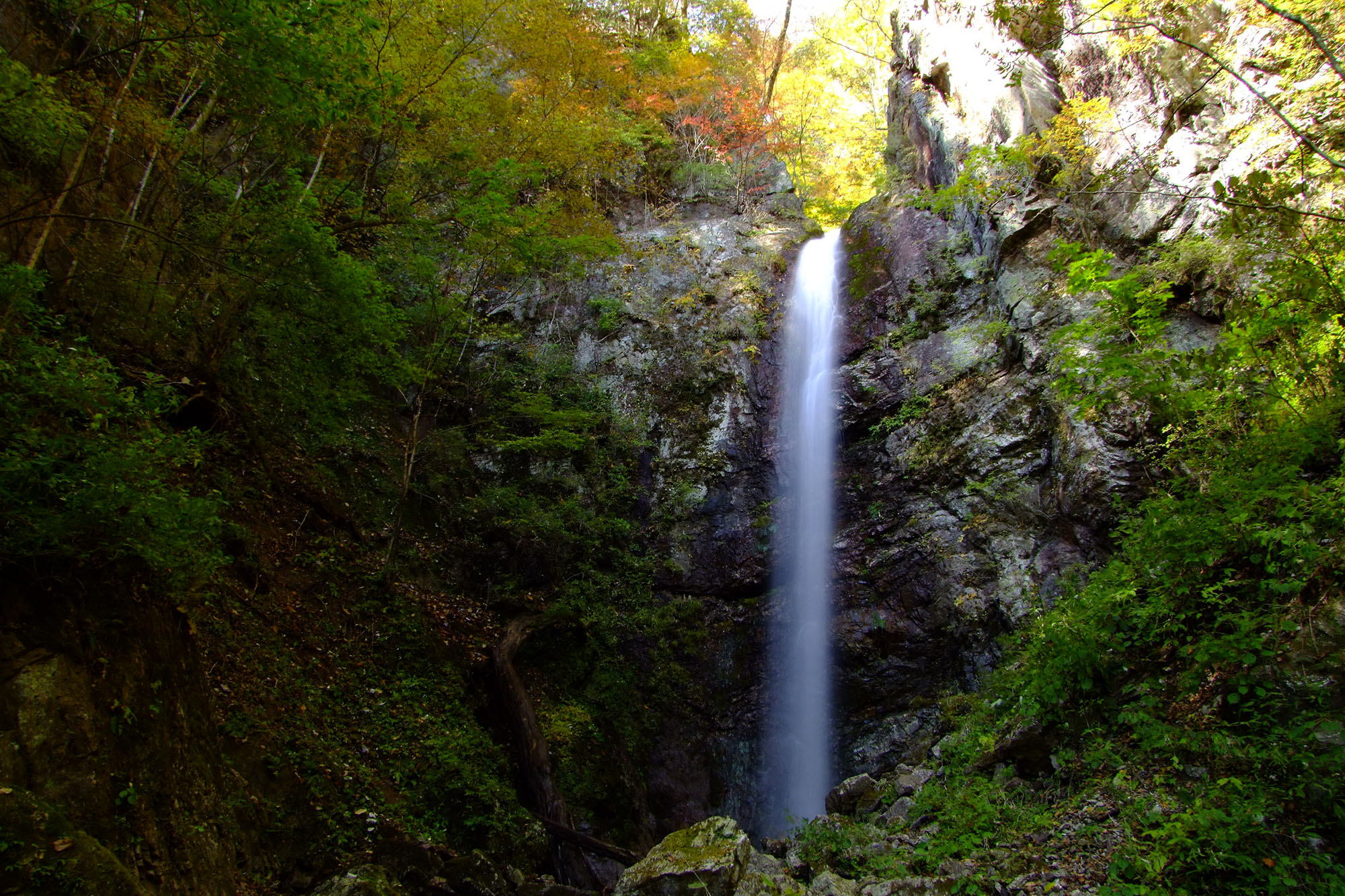
早滝
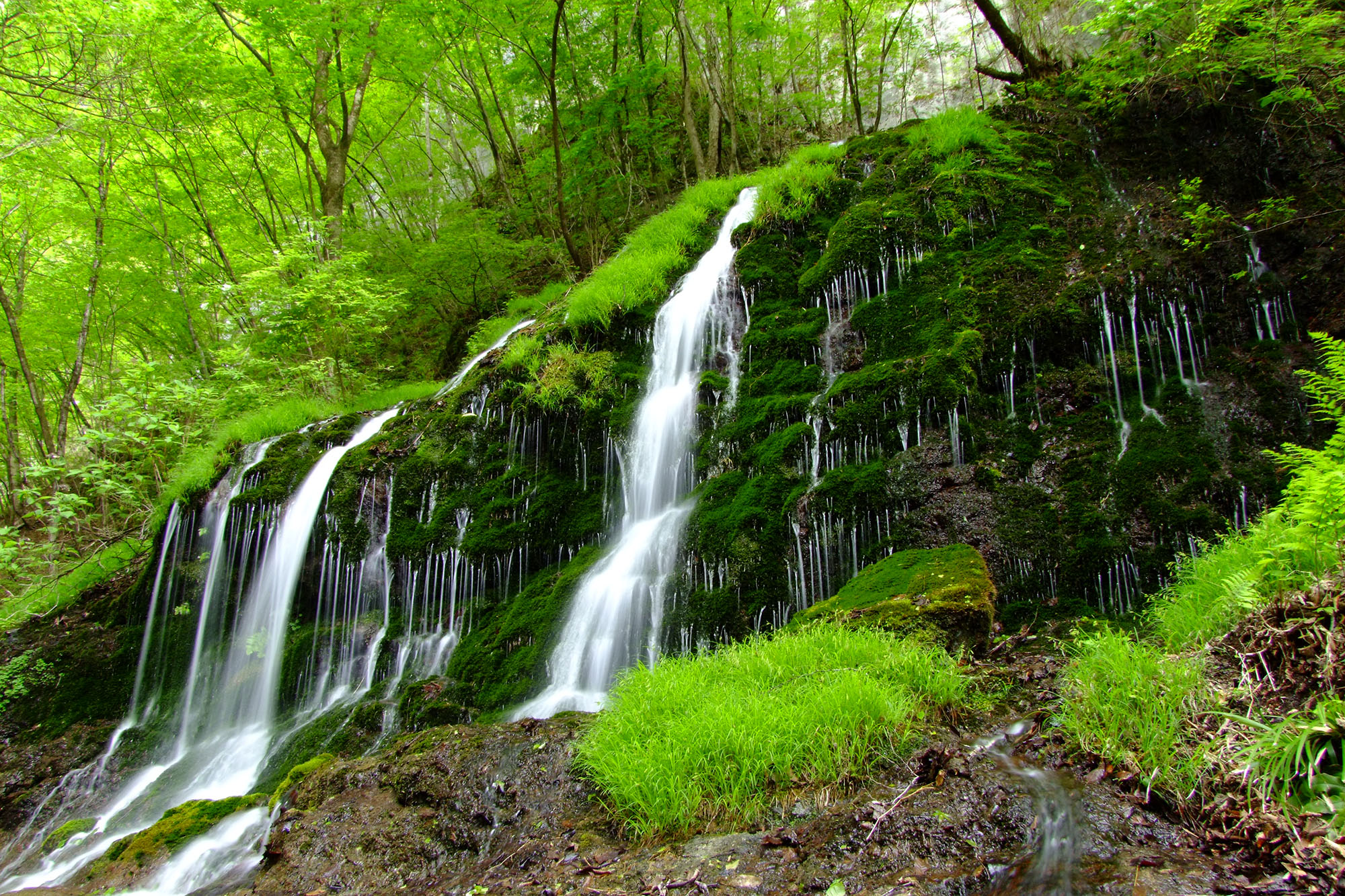
白水の滝
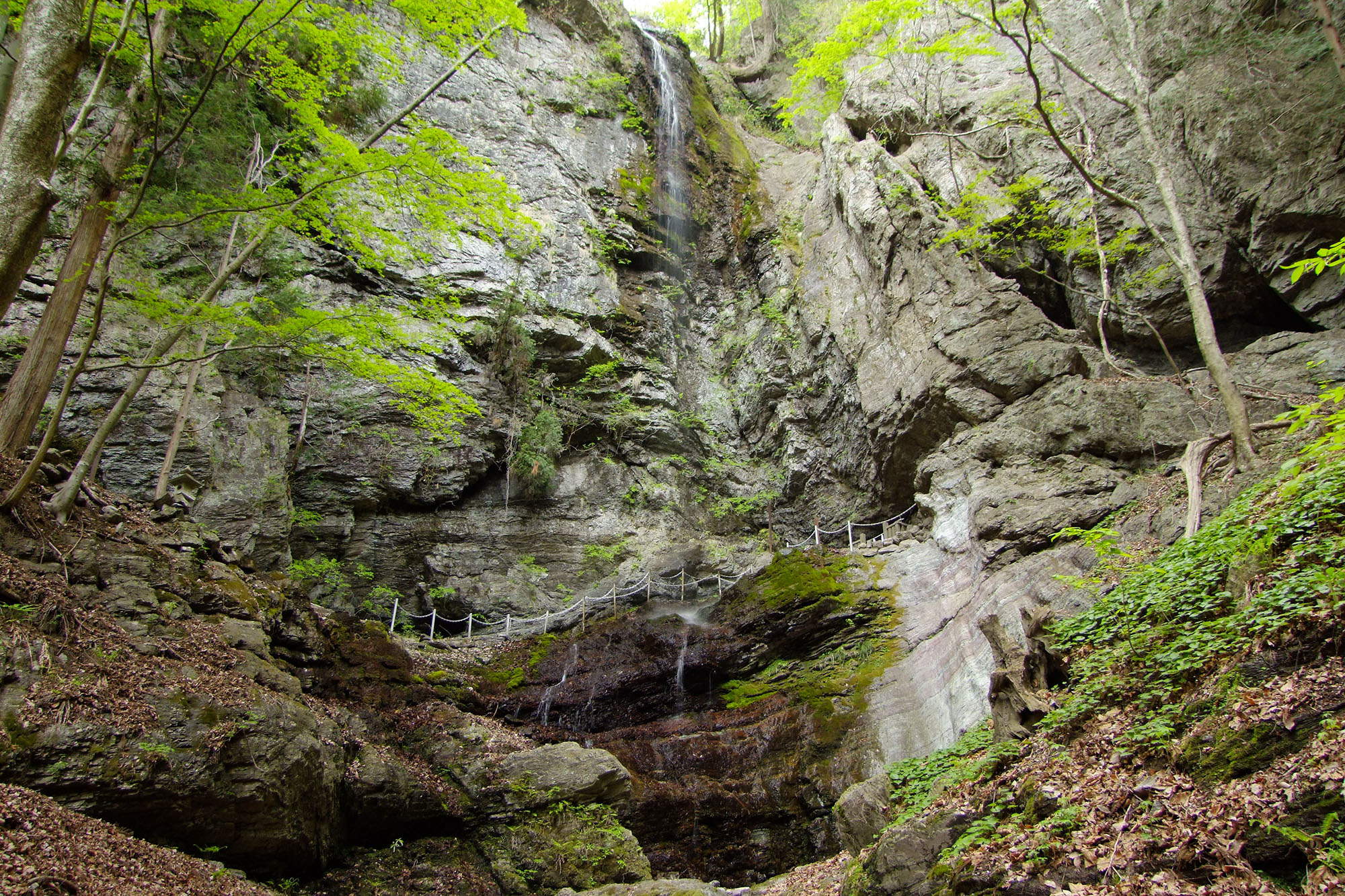
入沢の滝
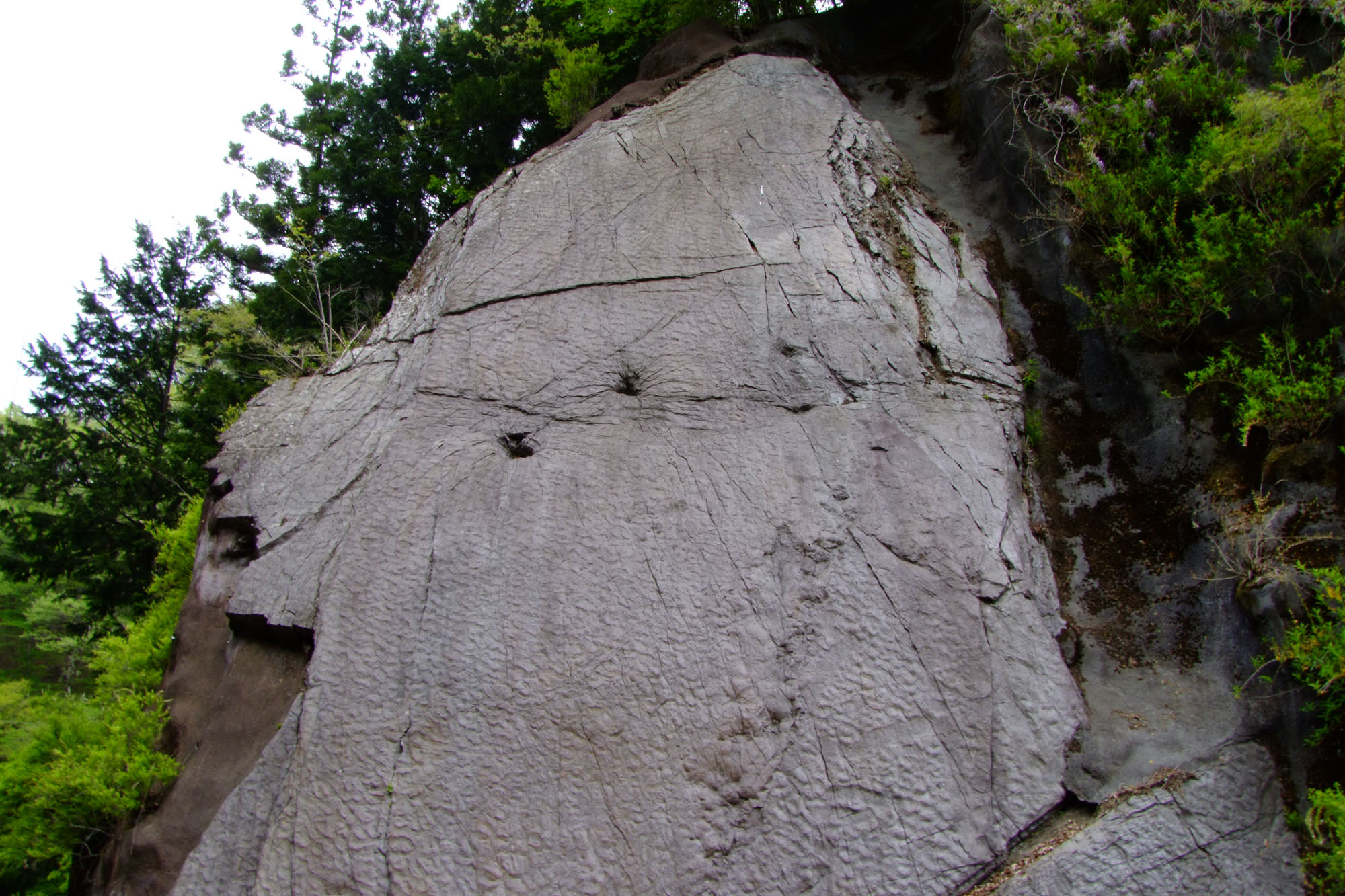
瀬林の漣痕（漣岩）
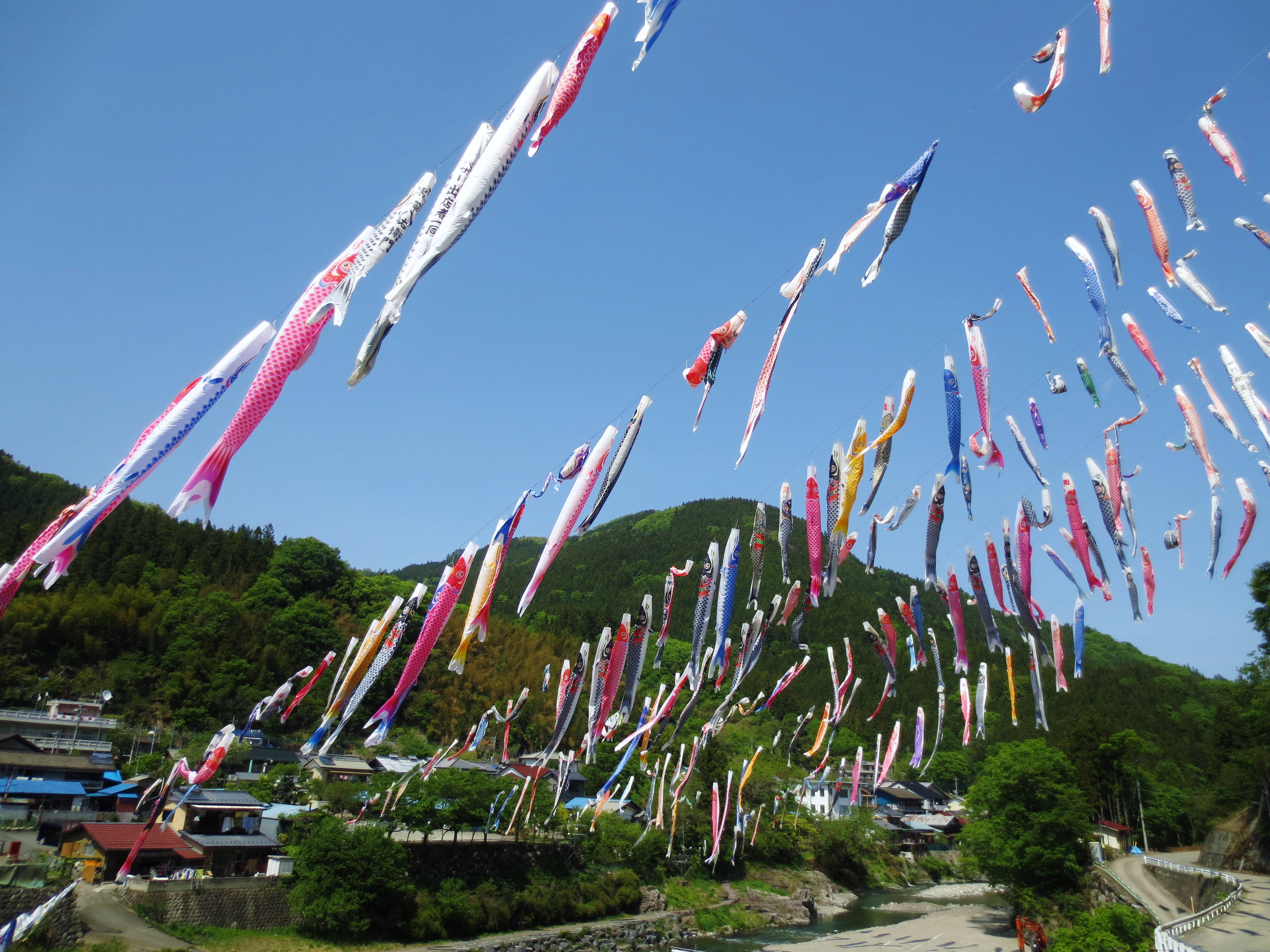
鯉のぼりと神流川